# Les Ferdinand
Leslie Ferdinand (Londra, 8 dicembre 1966) è un dirigente sportivo, allenatore di calcio ed ex calciatore inglese, di ruolo attaccante.

## Biografia
Di origini santaluciane, è il cugino dei fratelli Rio e Anton Ferdinand, entrambi ex calciatori professionisti; anche suo figlio Aaron è un calciatore.

## Carriera

### Calciatore
Negli anni '90 è stato uno degli attaccanti più prolifici del calcio inglese, in particolar modo con le divise del Queens Park Rangers, del Newcastle United e del Tottenham Hotspur, ma anche del West Ham Utd e del Leicester City, per finire la carriera nelle serie minori nel Reading e nel Watford. Ha giocato anche in Turchia nel Beşiktaş.
Ha avuto modo di partecipare agli Europei del 1996 e ai Mondiali del 1998 con la Nazionale inglese.

### Allenatore
Il 5 novembre 2008 entra nello staff di Harry Redknapp al Tottenham Hotspur, come preparatore dei attaccanti. Il 23 dicembre 2013 con l’esonero di André Villas-Boas e la conferma della nomina di Tim Sherwood alla guida degli Spurs viene nominato vice. Il 19 giugno 2014 lascia il ruolo in concomitanza a Chris Ramsey.
Il 7 ottobre viene nominato responsabile delle operazioni di mercato del Queens Park Rangers. Il 4 febbraio 2015 il presidente Tony Fernandes lo nomina direttore sportivo del club.

## Statistiche

### Presenze e reti nei club
| Stagione         | Squadra          | Campionato       | Campionato | Campionato | Coppe nazionali | Coppe nazionali | Coppe nazionali | Coppe continentali | Coppe continentali | Coppe continentali | Altre coppe | Altre coppe | Altre coppe | Totale | Totale |
| Stagione         | Squadra          | Comp             | Pres       | Reti       | Comp            | Pres            | Reti            | Comp               | Pres               | Reti               | Comp        | Pres        | Reti        | Pres   | Reti   |
| ---------------- | ---------------- | ---------------- | ---------- | ---------- | --------------- | --------------- | --------------- | ------------------ | ------------------ | ------------------ | ----------- | ----------- | ----------- | ------ | ------ |
| 1986-1987        | QPR              | FD               | 2          | 0          | FACup+CdL       | -               | -               | -                  | -                  | -                  | -           | -           | -           | 2      | 0      |
| 1987- gen. 1988  | QPR              | FD               | 1          | 0          | FACup+CdL       | -               | -               | -                  | -                  | -                  | -           | -           | -           | 1      | 0      |
| gen.-giu. 1988   | Brentford        | TD               | 3          | 0          | FACup+CdL       | -               | -               | -                  | -                  | -                  | -           | -           | -           | 3      | 0      |
| 1988-1989        | Beşiktaş         | SL               | 24         | 14         | TK              | 5               | 4               | CU                 | 1                  | 0                  | -           | -           | -           | 30     | 18     |
| 1989-1990        | QPR              | FD               | 9          | 2          | FACup+CdL       | -               | -               | -                  | -                  | -                  | -           | -           | -           | 9      | 2      |
| 1990-1991        | QPR              | FD               | 18         | 8          | FACup+CdL       | -               | -               | -                  | -                  | -                  | -           | -           | -           | 18     | 8      |
| 1991-1992        | QPR              | FD               | 23         | 10         | FACup+CdL       | -               | -               | -                  | -                  | -                  | -           | -           | -           | 18     | 8      |
| 1992-1993        | QPR              | PL               | 37         | 20         | FACup+CdL       | ?               | 2+2             | -                  | -                  | -                  | -           | -           | -           | 37+?   | 24     |
| 1993-1994        | QPR              | PL               | 36         | 16         | FACup+CdL       | ?               | 0+2             | -                  | -                  | -                  | -           | -           | -           | 36+?   | 18     |
| 1994-1995        | QPR              | PL               | 37         | 24         | FACup+CdL       | ?               | 1+1             | -                  | -                  | -                  | -           | -           | -           | 37+?   | 26     |
| Totale QPR       | Totale QPR       | Totale QPR       | 163        | 80         |                 | ?               | 8               |                    | -                  | -                  |             | -           | -           | 163+?  | 88     |
| 1995-1996        | Newcastle        | PL               | 37         | 25         | FACup+CdL       | 2+5             | 1+3             | -                  | -                  | -                  | -           | -           | -           | 44     | 29     |
| 1996-1997        | Newcastle        | PL               | 31         | 16         | FACup+CdL       | 3+1             | 1+0             | CU                 | 4                  | 4                  | CS          | 1           | 0           | 40     | 21     |
| Totale Newcastle | Totale Newcastle | Totale Newcastle | 68         | 41         |                 | 11              | 5               |                    | 4                  | 4                  |             | 1           | 0           | 84     | 50     |
| 1997-1998        | Tottenham        | PL               | 21         | 5          | FACup+CdL       | 2+1             | 0               | -                  | -                  | -                  | -           | -           | -           | 24     | 5      |
| 1998-1999        | Tottenham        | PL               | 24         | 5          | FACup+CdL       | 7+4             | 0               | -                  | -                  | -                  | -           | -           | -           | 35     | 5      |
| 1999-2000        | Tottenham        | PL               | 9          | 2          | FACup+CdL       | 0               | 0               | CU                 | 0                  | 0                  | -           | -           | -           | 9      | 2      |
| 2000-2001        | Tottenham        | PL               | 28         | 10         | FACup+CdL       | 4+3             | 0               | -                  | -                  | -                  | -           | -           | -           | 35     | 10     |
| 2001-2002        | Tottenham        | PL               | 25         | 9          | FACup+CdL       | 3+5             | 1+5             | -                  | -                  | -                  | -           | -           | -           | 33     | 15     |
| 2002- gen. 2003  | Tottenham        | PL               | 11         | 2          | FACup+CdL       | 0+2             | 0               | -                  | -                  | -                  | -           | -           | -           | 13     | 2      |
| Totale Tottenham | Totale Tottenham | Totale Tottenham | 118        | 33         |                 | 31              | 6               |                    | 0                  | 0                  |             | -           | -           | 149    | 39     |
| gen.-giu. 2003   | West Ham         | PL               | 14         | 2          | FACup+CdL       | 0               | 0               | -                  | -                  | -                  | -           | -           | -           | 14     | 2      |
| 2003-2004        | Leicester City   | PL               | 29         | 12         | FACup+CdL       | 2+0             | 1               | -                  | -                  | -                  | -           | -           | -           | 31     | 13     |
| 2004-2005        | Bolton           | PL               | 12         | 1          | FACup+CdL       | 2+2             | 0+1             | -                  | -                  | -                  | -           | -           | -           | 16     | 2      |
| 2005-2006        | Reading          | FLC              | 12         | 1          | FACup+CdL       | 0               | 0               | -                  | -                  | -                  | -           | -           | -           | 12     | 1      |
| 2006-2007        | Watford          | FLC              | 0          | 0          | FACup+CdL       | 0               | 0               | -                  | -                  | -                  | -           | -           | -           | 0      | 0      |
| Totale carriera  | Totale carriera  | Totale carriera  | 443        | 184        |                 | 53+?            | 25              |                    | 5                  | 4                  |             | 1           | 0           | 502+?  | 213    |

### Cronologia presenze e reti in nazionale
| Cronologia completa delle presenze e delle reti in nazionale ― Inghilterra | Cronologia completa delle presenze e delle reti in nazionale ― Inghilterra | Cronologia completa delle presenze e delle reti in nazionale ― Inghilterra | Cronologia completa delle presenze e delle reti in nazionale ― Inghilterra | Cronologia completa delle presenze e delle reti in nazionale ― Inghilterra | Cronologia completa delle presenze e delle reti in nazionale ― Inghilterra | Cronologia completa delle presenze e delle reti in nazionale ― Inghilterra | Cronologia completa delle presenze e delle reti in nazionale ― Inghilterra |
| Data                                                                       | Città                                                                      | In casa                                                                    | Risultato                                                                  | Ospiti                                                                     | Competizione                                                               | Reti                                                                       | Note                                                                       |
| -------------------------------------------------------------------------- | -------------------------------------------------------------------------- | -------------------------------------------------------------------------- | -------------------------------------------------------------------------- | -------------------------------------------------------------------------- | -------------------------------------------------------------------------- | -------------------------------------------------------------------------- | -------------------------------------------------------------------------- |
| 17-2-1993                                                                  | Londra                                                                     | Inghilterra                                                                | 6 – 0                                                                      | San Marino                                                                 | Qual. Mondiali 1994                                                        | 1                                                                          |                                                                            |
| 28-4-1993                                                                  | Londra                                                                     | Inghilterra                                                                | 2 – 2                                                                      | Paesi Bassi                                                                | Qual. Mondiali 1994                                                        | -                                                                          |                                                                            |
| 2-6-1993                                                                   | Oslo                                                                       | Norvegia                                                                   | 2 – 0                                                                      | Inghilterra                                                                | Qual. Mondiali 1994                                                        | -                                                                          |                                                                            |
| 9-6-1993                                                                   | Foxborough                                                                 | Stati Uniti                                                                | 2 – 0                                                                      | Inghilterra                                                                | USA Cup 1993                                                               | -                                                                          | 35’                                                                        |
| 8-9-1993                                                                   | Londra                                                                     | Inghilterra                                                                | 3 – 0                                                                      | Polonia                                                                    | Qual. Mondiali 1994                                                        | 1                                                                          |                                                                            |
| 17-11-1993                                                                 | Serravalle                                                                 | San Marino                                                                 | 1 – 7                                                                      | Inghilterra                                                                | Qual. Mondiali 1994                                                        | 1                                                                          |                                                                            |
| 7-9-1994                                                                   | Londra                                                                     | Inghilterra                                                                | 2 – 0                                                                      | Stati Uniti                                                                | Amichevole                                                                 | -                                                                          | 80’                                                                        |
| 12-12-1995                                                                 | Londra                                                                     | Inghilterra                                                                | 1 – 1                                                                      | Portogallo                                                                 | Amichevole                                                                 | -                                                                          | 65’                                                                        |
| 27-3-1996                                                                  | Londra                                                                     | Inghilterra                                                                | 1 – 0                                                                      | Bulgaria                                                                   | Amichevole                                                                 | 1                                                                          | 77’                                                                        |
| 18-5-1996                                                                  | Londra                                                                     | Inghilterra                                                                | 3 – 0                                                                      | Ungheria                                                                   | Amichevole                                                                 | -                                                                          | 76’                                                                        |
| 9-10-1996                                                                  | Londra                                                                     | Inghilterra                                                                | 2 – 1                                                                      | Polonia                                                                    | Qual. Mondiali 1998                                                        | -                                                                          |                                                                            |
| 9-11-1996                                                                  | Tbilisi                                                                    | Georgia                                                                    | 0 – 2                                                                      | Inghilterra                                                                | Qual. Mondiali 1998                                                        | 1                                                                          | 81’                                                                        |
| 12-2-1997                                                                  | Londra                                                                     | Inghilterra                                                                | 0 – 1                                                                      | Italia                                                                     | Qual. Mondiali 1998                                                        | -                                                                          | 61’                                                                        |
| 10-9-1997                                                                  | Londra                                                                     | Inghilterra                                                                | 4 – 0                                                                      | Moldavia                                                                   | Qual. Mondiali 1998                                                        | -                                                                          | 82’                                                                        |
| 23-5-1998                                                                  | Londra                                                                     | Inghilterra                                                                | 0 – 0                                                                      | Arabia Saudita                                                             | Amichevole                                                                 | -                                                                          | 74’                                                                        |
| 27-5-1998                                                                  | Casablanca                                                                 | Marocco                                                                    | 0 – 1                                                                      | Inghilterra                                                                | Amichevole                                                                 | -                                                                          | 79’                                                                        |
| 29-5-1998                                                                  | Casablanca                                                                 | Belgio                                                                     | 0 – 0 dts (4 – 3 dtr)                                                      | Inghilterra                                                                | Amichevole                                                                 | -                                                                          |                                                                            |
| Totale                                                                     |                                                                            | Presenze                                                                   | 17                                                                         |                                                                            | Reti                                                                       | 5                                                                          |                                                                            |

## Palmarès

### Competizioni nazionali
- Coppa di Turchia: 1

Beşiktaş: 1988-1989
- Coppa di Lega inglese: 1

Tottenham: 1998-1999

### Individuale
- Giocatore dell'anno della PFA: 1

1996